# التحكم في المكالمات
في المهاتفة ، يشير التحكم في المكالمات إلى البرنامج داخل بدالة الهاتف الذي يوفر وظيفته المركزية. يقوم التحكم في المكالمات بفك عنونة المعلومات وتوجيه المكالمات الهاتفية من نقطة نهاية إلى أخرى. كما أنه يكون الميزات التي يمكن استخدامها لتكييف عملية التبديل القياسية لاحتياجات المستخدمين. تسمى هذه الخدمات الإضافية ويتم استدعاؤها عادة بواسطة رمز الخدمة العمودي Vertical service code. تتضمن الأمثلة انتظار المكالمات و إعادة توجيه المكالمات مشغول وما إلى ذلك.
برنامج التحكم في المكالمات، بسبب مكانته المركزية في تشغيل شبكة الهاتف، يتميز بكل من التعقيد والوثوقية. تتطلب أنظمة التحكم في المكالمات عادةً عدة آلاف من سنوات الأشخاص في التطوير. ستحتوي على ملايين الأسطر من الكود العالي المستوى. مع ذلك ويجب عليهم الوفاء بمتطلبات الاعتمادية التي تحدد وقت التبديل لبضع دقائق فقط خلال أربعين عامًا.
تمثل الوظائف المطلوبة وموثوقية التحكم في المكالمات تحديًا رئيسيا لأنظمة الصوت عبر بروتوكول الإنترنت VoIP. تعتمد أنظمة VoIP على معايير وتقنيات الإنترنت التي لم تحاول في السابق تلبية متطلبات معقدة ومتطلبة مثل تلك التي تحدد التحكم في المكالمات.الاسم البديل المستخدم غالبًا هو معالجة المكالمات.
في شبكة VoIP ، التحكم في المكالمات هو واحد من ثلاث فئات رئيسية لحركة الاتصالات، والاثنان الآخران هما إشارات الاتصال والاتصالات الإعلامية. يستخدم التحكم في المكالمات Q.931 ، وهو بروتوكول اتصال للشبكات الرقمية، وخاصة أنظمة VoIP. ترسل الرسائل في شكل ثماني مجموعات على النحو المحدد في ITU-H.245 ، التي تحل نوع وسائط الاتصال المطلوب استخدامها (على سبيل المثال، المكالمات التقليدية أو الاتصال الفيديوي الجماعي أو VoIP) ، ثم تدير الاتصال بعد أن يتم إنشاؤه. تشمل وظائف التحكم في المكالمة، على سبيل المثال لا الحصر، تحديد حالة الرئيسي/الثانوي لالنقاط النهائية، ومراقبة حالة النقاط النهائية، ومراقبة حالة النقاط النهائية، وتعديل عوامل الاتصال، وإنهاء الاتصال، وإعادة تشغيل الاتصال المنتهي أو الفاشل. .